# Safia olearos
Safia olearos är en fjärilsart som beskrevs av William Schaus 1913. Safia olearos ingår i släktet Safia och familjen nattflyn. Inga underarter finns listade.